# Alexandre Filippovitch Kachevarov
Alexandre Filippovitch Kachevarov (en russe : Александр Филиппович Кашеваров), né le 28 décembre 1809 à Kodiak et mort le 25 septembre 1870, est un navigateur, hydrographe et explorateur russe,,,.

## Biographie
Kachevarov est le fils d'un serf devenu enseignant en Amérique russe qui a épousé une femme Aléoute. Il grandit à Novo-Arkhangelsk. À l'âge de 12 ans, il vient à Saint-Pétersbourg pour faire ses études dans un internat privé. En 1824, il est admis à l'école des timoniers de Kronstadt. Son superviseur est le marchand Ivan Prokofiev, qui était membre de la direction de la Compagnie russo-américaine (RAK).
En 1828, Kachevarov entre sur le navire de ligne Ielena sous le commandement de Vassili Stepanovitch Khromtchenko (de) et participe à son tour du monde de 1828 à 1830. En août 1828, le navire quitte Kronstadt, contourne le cap de Bonne-Espérance et, après avoir visité la côte est de l'Australie, se dirige vers les îles Marshall. En mai 1829, Khromtchenko étudie les atolls de Mili, Majuro, Erikub et Likiep, et Kachevarov en documente les données. Novo-Arkhangelsk est atteinte en juillet 1829 et en septembre le voyage de retour commence, par le cap Horn jusqu'à Kronstadt, où le navire arrive en juillet 1830. Après son retour, Kachevarov est promu praporshchik (en) du corps des timoniers de la flotte,.
Lors du prochain tour du monde de Khromtchenko en 1831-1833 avec le navire de transport militaire Amerika, Kachevarov retourne à Novo-Arkhangelsk en 1831 et entre au service de la compagnie russe d'Amérique (RAK). En 1833, il épouse la fille du prêtre Serafima Sokolova.
En 1838, il est nommé chef de l'expédition hydrographique Baïdarka, qui doit explorer la côte orientale de la mer des Tchouktches, depuis le détroit de Kotzebue jusqu'à 50 km à l'est de Point Barrow. Il établit la première documentation détaillée de la section côtière comprise entre 156° et 166° de longitude ouest. En 1843, il quitte le RAK. Son journal d'expédition est publié en 1879.
Il rejoint le département hydrographique du ministère de la Marine à Saint-Pétersbourg en 1845 et crée un atlas des eaux de la Sibérie orientale et des territoires du RAK. Son essai sur les Esquimaux en Amérique russe parait en 1846.
En 1850, il devient commandant du port d'Aïan sur la mer d'Okhotsk,. En février 1854, il reçoit l'ordre de Saint-Vladimir IV Classe avec ruban pour services fidèles. Pendant la guerre de Crimée, à l'approche d'une flottille ennemie dirigée par la frégate à vapeur Barracuda, fin juin 1855, il évacue la ville d'Aïan, alors occupée.
En 1857, il retourna au département d'hydrographie en tant que chef du salon. En 1862, il crée le premier atlas de l'océan Oriental avec des cartes de la mer d'Okhotsk et de la mer de Béring.
En avril 1865, il est libéré du service et promu major général,.
Le RAK a donné le nom de Kachevarov à un groupe d'îles au large de l'île du Prince-de-Galles et à un détroit.